# This is Us (álbum)
This Is Us es el séptimo álbum de estudio de la banda pop americana Backstreet Boys. Es su segundo álbum desde que se fue Kevin Richardson y fue lanzado el 30 de septiembre de 2009 en Japón a través de Sony Music Japan, el 5 de octubre de 2009 en Reino Unido a través de RCA, y el 6 de octubre en Estados Unidos a través de Jive Records.
En el álbum, el grupo se ha reunido con colaboradores anteriores y el productor Max Martin (responsable por el éxito "I Want It That Way") para tratar de crear su mejor disco desde su álbum más exitoso del 1999 Millennium. Trabajaron con Ryan Tedder, Claude Kelly, Jim Jonsin, y T-Pain junto a otros para el álbum.
El álbum debutó en el número 9 en Billboard 200 haciéndolos ser el primer grupo desde Sade en tener sus primeros siete álbumes llegando al Top 10 en la lista.
RedOne produjo el primer sencillo del álbum "Straight Through My Heart", que fue lanzado en agosto/septiembre del 2009 y llegó al número uno en Taiwán, 72 en Reino Unido, y 18 en Hot Dance Club Songs.

## Grabación y producción
En una entrevista con Extra TV, la banda confirmó el título de su séptimo álbum de estudio que sería This Is Us. En el comunicado de prensa oficial lanzado por RCA/Jive Records describió el álbum como "un R&B fino y un álbum pop de cuatro músicos talentosos quiénes aman lo que hacen y quiénes mantienen la relevancia poco común en una industria que a menudo se dispone de actos pop. Las 11 canciones que hacen el álbum son los sonidos de cuatro expertos cantantes con una visión similar, quiénes han lidiado con pruebas que lo acompañan en la fama en una edad temprana y quiénes salieron como uno de los grupos más exitosos de todos los tiempos. Muestra un notable crecimiento como compositores y continúan dándonos canciones que han hecho sonreír a millones."
El 1 de mayo de 2009, el equipo de Backstreet Boys se expresó descontento con el hecho que cuatro canciones grabadas habían sido filtradas en Internet. En una entrevista, A. J. McLean dijo que la banda "estaba mal con que la música había sido filtrada desde que habían tenido un cuidado especial para mantener el disco en secreto." Al final, sin embargo, la banda usó la información obtenida de las canciones filtradas para ayudarse a guiarse con la dirección del álbum e incluso la selección de las canciones en comparando las críticas de los fanes a los productores sobre que pensaban sobre las canciones. El álbum fue descrito por McLean en ser una mezcla de pop y R&B, incluyendo canciones uptempo para las presentaciones en vivo y en las giras. El primer sencillo, "Straight Through My Heart" fue presentado por primera vez el 15 de agosto de 2009 en KTU Beatstock en la ciudad de Nueva York.
En cuanto a su colaboración con RedOne, McLean señaló que había sido en gran parte un asunto de última hora. Debido a los plazos, la banda no fue capaz de hacer más grabaciones con ese productor; sin embargo, cerca a la fecha del álbum, RedOne relevó que él había trabajado en tres canciones para la banda y que estaba más que dispuesto a colaborar. 
Una canción de Tedder que fue coescrita con McLean fue adquirida por Simon Cowell quién quería la canción para el segundo álbum de estudio de Leona Lewis, Echo, pero al final pareció más adecuada para una boyband y sería presentada en el décimo álbum de Westlife, Where We Are.

## Lanzamiento
La banda lanzó simultáneamente la edición estándar y la edición deluxe del álbum. La edición deluxe (primero edición limitada en Japón) presentó un DVD con presentaciones en vivo de sencillos anteriores en The O2 Arena en Londres, junto al vídeo musical para el primer sencillo.

### Sencillos
- El primer sencillo, "Straight Through My Heart", fue presentado en la página de la banda el 17 de agosto y fue lanzado a las radios al día siguiente. Llegó al número 3 en Japan Hot 100 y número 18 en Hot Dance Club Songs.
- El segundo sencillo, "Bigger" fue lanzado en Reino Unido el 14 de diciembre de 2009[5] y fue lanzado en Estados Unidos el 1 de febrero de 2010 en AC radios.[6]

## Lista de canciones
| This is Us |                                    |                                                                          |                         |          |  |
| N.º        | Título                             | Escritor(es)                                                             | Productor (es)          | Duración |  |
| 1.         | «Straight Through My Heart»        | RedOne, Bilal Hajji, Novel Jannusi, AJ Jannusi, Kinnda Hamid             | RedOne                  | 3:27     |  |
| 2.         | «Bigger»                           | Max Martin, Shellback, Tiffany Amber                                     | Martin                  | 3:15     |  |
| 3.         | «Bye Bye Love»                     | Kenneth Karlin, Carsten Schack, Claude Kelly                             | Soulshock & Karlin      | 4:20     |  |
| 4.         | «All of Your Life (You Need Love)» | RedOne, Charles Hinshaw, Jr.                                             | RedOne                  | 3:55     |  |
| 5.         | «If I Knew Then»                   | Karlin, Schack, Kelly                                                    | Soulshock, Karlin       | 3:16     |  |
| 6.         | «This Is Us»                       | Jordan Omley, Michael Mani, James Scheffer, Frank Romano, Howie Dorough  | Jim Jonsin, Omley, Mani | 3:03     |  |
| 7.         | «PDA»                              | Printz Board, Mario "Tex" James                                          | Board                   | 3:48     |  |
| 8.         | «Masquerade»                       | Busbee, Brian Kennedy, Alexander James, Antwoine Collins                 | Kennedy, Collins        | 3:03     |  |
| 9.         | «She's a Dream»                    | Nick Carter, T-Pain, Dorough, Brian Littrell, A. J. McLean, Daen Simmons | T-Pain, Mr. Pyro        | 3:58     |  |
| 10.        | «Shattered»                        | Jordan Suecof, Tiron "TC" Mack, Chad "C-Note" Roper, Daryl Camper        | Emanuel Kiriakou        | 3:53     |  |
| 11.        | «Undone»                           | Troy Johnson, Ryan Tedder, Josh Hoge                                     | Johnson, Tedder         | 4:16     |  |

| Bonus Track Reino Unido |                          |                                                                            |                |          |  |
| N.º                     | Título                   | Escritor(es)                                                               | Productor (es) | Duración |  |
| 12.                     | «Helpless» (con Pitbull) | Jordan Omley, James Scheffer, Frank Romano, Michael Mani, Armando C. Pérez | Jonsin         | 3:31     |  |

| Bonus Track Japonés |                                                          |                                           |                |          |  |
| N.º                 | Título                                                   | Escritor(es)                              | Productor (es) | Duración |  |
| 12.                 | «International Luv»                                      | McLean, Dorough, Carter, Littrell, T-Pain | T-Pain         | 3:17     |  |
| 13.                 | «Straight Through My Heart» (Jason Nevins Mixshow Remix) |                                           |                | 5:35     |  |

| Bonus Track Tour Edition |                                                          |                                                       |                     |          |  |
| N.º                      | Título                                                   | Escritor(es)                                          | Productor (es)      | Duración |  |
| 12.                      | «International Luv»                                      | McLean, Dorough, Carter, Littrell, T-Pain             | T-Pain              | 3:17     |  |
| 13.                      | «Helpless» (Feat. Pitbull)                               | Omley, Scheffer, Frank Romano, Mani, Armando C. Pérez | Jonsin              | 3:31     |  |
| 14.                      | «On Without You»                                         | Scheffer, Omley, Mani, David Siegel                   | Jonsin, Omley, Mani | 3:31     |  |
| 15.                      | «Straight Through My Heart» (Jason Nevins Mixshow Remix) |                                                       |                     | 5:35     |  |

| Edición Deluxe Bonus DVD |                                 |               |          |  |
| N.º                      | Título                          | Notes         | Duración |  |
| 1.                       | «I Want It That Way»            | En vivo       |          |  |
| 2.                       | «Inconsolable»                  | En vivo       |          |  |
| 3.                       | «The One»                       | En vivo       |          |  |
| 4.                       | «The Call»                      | En vivo       |          |  |
| 5.                       | «Everybody (Backstreet's Back)» | En vivo       |          |  |
| 6.                       | «Shape Of My Heart»             | En vivo       |          |  |
| 7.                       | «Straight Through My Heart»     | Vídeo musical |          |  |

| Edición Tour Bonus DVD |                             |                   |          |  |
| N.º                    | Título                      | Notes             | Duración |  |
| 1.                     | «Straight Through My Heart» | Vídeo musical     |          |  |
| 2.                     | «Straight Through My Heart» | Haciendo el Vídeo |          |  |
| 3.                     | «Bigger»                    | Vídeo musical     |          |  |
| 4.                     | «Toyko, 2009»               | Documental        |          |  |

## Posiciones en las listas
| Lista                                 | Máxima posición alcanzada | Ventas   |
| ------------------------------------- | ------------------------- | -------- |
| Australia Albums                      | 35                        |          |
| Austria Albums                        | 47                        |          |
| Alemania Album                        | 10                        |          |
| Bélgica Ultratop Albums               | 27                        |          |
| Brasil Top 20 CD ABPD                 | 9                         |          |
| Canadá Albums                         | 3                         | 15 000+  |
| España PROMUSICAE Álbumes             | 5                         |          |
| EE. UU. Billboard 200[cita requerida] | 9                         | 100 000+ |
| Europa Albums Billboard               | 11                        |          |
| Finlandia Yleisradio                  | 24                        |          |
| Irlanda Albums                        | 24                        |          |
| Italia FIMI Albums                    | 21                        |          |
| Japón Oricon Albums                   | 2                         | 250 000+ |
| México AMPROFON                       | 12                        |          |
| P.Bajos Albums                        | 5                         |          |
| Portugal AFP Albums                   | 17                        |          |
| UK Albums Chart                       | 39                        |          |

## Lanzamiento
| Región         | Formato          | Fecha                    | Sello                    | Catálogo     |
| -------------- | ---------------- | ------------------------ | ------------------------ | ------------ |
| Japón          | Edición estándar | 30 de septiembre de 2009 | Sony Music Japan         | BVCP40100    |
| Japón          | Edición deluxe   | 30 de septiembre de 2009 | Sony Music Japan         | BVCP40098    |
| Reino Unido    | Edición estándar | 5 de octubre de 2009     | RCA Records              | 88697596182  |
| Reino Unido    | Edición deluxe   | 5 de octubre de 2009     | RCA Records              | 88697580882  |
| Estados Unidos | Edición estándar | 6 de octubre de 2009     | Jive Records             | 886975650422 |
| Estados Unidos | Edición deluxe   | 6 de octubre de 2009     | Jive Records             |              |
| Canadá         | Edición estándar | 6 de octubre de 2009     | Sony Music Entertainment | 88697565042  |
| Canadá         | Edición deluxe   | 6 de octubre de 2009     | Sony Music Entertainment | 88697580882  |
| Taiwán         | Edición deluxe   | 9 de octubre de 2009     | Sony Music Entertainment | 88697580882  |
| Brasil         | Edición estándar | 15 de octubre de 2009    | Sony Music Entertainment | 886975961825 |